# ジャコモ・ロージ
ジャコモ・ロージ（Giacomo Losi，1935年9月10日 - 2024年2月4日）は、イタリア・ロンバルディア州クレモナ県ソンチーノ出身の元サッカー選手。元イタリア代表。ポジションはディフェンダー。
1955年から1969年までプロサッカー選手としてプレーし、ASローマ一筋で現役生活を終えた。ロージの家族のほとんどが現在、アメリカのマサチューセッツ州ボストンに住んでいる。
ロージはローマ出身ではなかったが、ASローマでプレーしたおよそ15年の間、ロージは「コア・デ・ローマ(Core de Roma)」と呼ばれた。ASローマで通算450試合に出場し、2007年7月31日にフランチェスコ・トッティが更新するまで38年間クラブの最多記録だった。
イタリア代表として、1962 FIFAワールドカップにも出場した。

## 経歴

### クラブ
地元のクラブでサッカーを始め、1951年にUSクレモネーゼに加入し、1955年にASローマに加入した。1955年3月20日、インテルナツィオナーレ・ミラノ戦でプロデビューした。
フィジカルの強さを生かしたプレースタイルとフェアプレーを心掛けるサイドバックの選手であり、身長が169cmでありながら、ヘディングも上手く、それによってスウィーパーとしてもプレーした。
1968年1月8日、UCサンプドリア戦で、ロージは負傷したものの交代枠が残っていなかったために、プレーを継続し、その後、コーナーキックからゴールを挙げた。これにより、「コア・デ・ローマ(Core de Roma)」という愛称が付けられた。これは、ローマのサポーターにとって、たとえローマ出身でなくとも、ロージが素晴らしい存在だったからである。

### 代表
1960年3月13日、スペイン代表戦で代表デビューを果たした。1962 FIFAワールドカップのメンバーにも選出され、2試合に出場した。イタリア代表として、通算11キャップを記録している。

### 引退後
2012年に、ASローマの殿堂入り11名に選ばれた。
2024年2月4日に死去。88歳没。

## タイトル

### クラブ
ASローマ
- インターシティーズ・フェアーズカップ：1回 (1960-61)
- コッパ・イタリア：2回 (1963-64,1968-1969)

### 個人
- ASローマ殿堂入り[3]